# Betty Stockfeld
Elizabeth „Betty“ Stockfeld, fälschlicherweise auch manchmal Betty Stockfield genannt, (* 15. Januar 1905 in Sydney, Australien; † 27. Januar 1966 in Tadworth bei London, Vereinigtes Königreich) war eine australischstämmige Schauspielerin an der Bühne sowie beim britischen und französischen Film.

## Leben und Wirken
Elizabeth Stockfeld, Tochter eines australischen Geschäftsmannes, kam noch vor Beginn ihrer Teenagerjahre nach London. Das Gros ihres Lebens verbrachte sie abwechselnd in Frankreich und in Großbritannien, ihrem Lebensmittelpunkt. In Paris besuchte Betty Stockfeld zeitweilig die Schule und erlernte dort die französische Sprache. Ihren Einstand auf der Bühne gab sie im Mai 1924 an Londons Duke of York Theatre, als sie als Chorsängerin in dem Stück London Calling erstmals vor Publikum spielte. Im Jahr darauf reiste die junge Künstlerin als Mitglied einer Revuetheatertruppe in die Vereinigten Staaten und debütierte dort am 10. November 1925 im Rahmen der Charlot Revue an New Yorks Selwyn Theatre. Einen anschließenden Ausflug nach Hollywood ermöglichte Stockwell 1926 auch ihren ersten (damals noch winzigen) Auftritt in einem (noch stummen) Film an der Seite der Stars Victor McLaglen und Dolores del Rio.
Wieder daheim in England, setzte Betty Stockfeld ihre Arbeit am Londoner Theater fort und trat mit Beginn der Tonfilm-Ära auch regelmäßig mit kleinen Rollen vor die Kamera. Gleich zu Beginn, 1930, ergab sich Stockfelds große Chance, als sie an der Seite des polnischen Gesangfilmstars Jan Kiepura groß herausgestellt wurde. In diesem Jahrzehnt bis zum Ausbruch des Zweiten Weltkriegs trat Betty Stockfeld paritätisch diesseits und jenseits des Ärmelkanals in Filmen auf und wurde damit „zur Inkarnation einer künstlerischen entente cordiale zwischen England und Frankreich.“ Stockfelds Rollenfach wurden jung-dynamische, sportliche und begehrte junge Frauen aller Arten in künstlerisch nicht eben ambitionierten Unterhaltungsfilmen, überwiegend Komödien und Romanzen.
Die Besetzung Frankreichs durch Wehrmachtstruppen beendete 1940 schlagartig Betty Stockfelds Aktivitäten auf dem Kontinent, und die Australierin kehrte sofort in ihre Wahlheimat Großbritannien zurück. Dort nahm sie ihre Arbeit am Theater wieder auf, Filmangebote folgten nur noch sporadisch. Nach dem Krieg kehrte Betty Stockfeld wieder nach Frankreich zurück, musste sich dort aber beim Film mit nunmehr recht klein gewordenen Rollen begnügen. Am Theater sah man sie nun auch in Stücken deutschen Ursprungs, etwa in einer britischen Adaption von Carl Zuckmayers Des Teufels General als Partnerin Trevor Howards. Zu ihren Bühnenregisseuren gehörte auch der deutsche Starregisseur Peter Zadek. Mit zwei Gräfinnen-Rollen in zwei Fernsehproduktionen verabschiedete sich Anfang der 1960er Jahre Betty Stockfeld, die gelegentlich auch die falsche Namensnennung „Betty Stockfield“ erhalten hatte, von ihrem Publikum. Zuletzt schwer an Leukämie erkrankt, starb Elizabeth „Betty“ Stockfeld nahe London zwölf Tage nach ihrem letzten, dem 61. Geburtstag.

## Filmografie
- 1926: Rivalen (What Price Glory)
- 1930: City of Song
- 1931: 77 Park Lane
- 1931: Farewell to Love
- 1931: Captivation
- 1931: Blanc comme neige
- 1932: Woman in Bondage
- 1932: Money for Nothing
- 1932: Monsieur Albert
- 1932: The Maid of the Mountains
- 1932: King of Hotels
- 1932: The Night at the Hotel
- 1932: Life Goes On
- 1933: Anne One Hundred
- 1933: King of the Ritz
- 1933: L'abbé Constantin
- 1933: La bataille
- 1933: Lord of the Manor
- 1934: The Man Who Changed His Name
- 1934: Thunder in the East
- 1934: Trois de la marine
- 1934: Brides to Be
- 1935: Arènes joyeuses
- 1935: The Lad
- 1935: Slipper Episode
- 1935: Schlafwagen Paris-Toulon (Fanfare d'amour)
- 1936: Der geliebte Vagabund (The Beloved Vagabond)
- 1936: Club de femmes
- 1936: Dishonour Bright
- 1936: Under Proof
- 1936: Une gueule en or
- 1936: L'ange du foyer
- 1937: Who's Your Lady Friend?
- 1937: I See Ice
- 1938: Les femmes collantes
- 1938: Les nouveaux riches
- 1938: Geheimnis im Hinterhaus (Derrière la façade)
- 1938: Runaway Ladies
- 1939: Frenesia
- 1939: Le President Haudecoeur
- 1939: Sur le plancher des vaches
- 1940: They Were Twelve Women
- 1941: Hard Steel
- 1942: Flying Fortress
- 1949: The Girl Who Couldn't Quite
- 1950: Edouard und Caroline (Edouard et Caroline)
- 1953: Dear Octopus (Fernsehfilm)
- 1954: Nächte in Lissabon (Les amants du tage)
- 1956: Geheimer Krieg (Guilty?)
- 1957: True as a Turtle
- 1960: The Richest Man in the World (Fernsehfilm)
- 1961: The Romantic Young Lady (Fernsehfilm)